# 퍼즐 (2018년 미국 영화)
퍼즐(Puzzle)은 미국에서 제작된 마크 터틀타웁 감독의 2018년 드라마 영화이다. 켈리 맥도날드 등이 주연으로 출연하였다.

## 출연

### 주연
- 켈리 맥도날드
- 이르판 칸
- 데이비드 덴맨

### 조연
- 오스틴 에이브람스
- 마이어너 카벨로